# بخش هوانگشیانگ
بخش هوانگشیانگ (به لاتین: Huangshigang District) یک منطقهٔ مسکونی در چین است که در هوانگشی واقع شده‌است.